# 克拉夫齊夫卡 (庫皮揚斯克區)
49°33′42″N 37°19′22″E / 49.56167°N 37.32278°E
克拉夫齊夫卡（烏克蘭語：Кравцівка）是位於烏克蘭東部的村莊，由哈爾科夫州庫皮揚斯克區的舍夫琴科韦市镇負責管轄。該村始建於1795年，面積2.95平方公里，海拔高度127米，2001年人口235，人口密度每平方公里79.7人。